# Kanu na Mediteranskim igrama 2013.
Kanu na Mediteranskim igrama 2013. održavao se od 27. do 29. lipnja. Hrvatska nije imala predstavnika u ovome sportu.

## Osvajači medalja

### Muškarci
| Kategorija | Zlato                                                 | Srebro                                  | Bronca                                                  |
| K-1 200m   | Marko Dragosavljević Srbija                           | Manfredi Rizza Italija                  | Saúl Craviotto Španjolska                               |
| K-1 1000m  | Francisco Cubelos Sanchez Španjolska                  | Jošt Zakrajšek Slovenija                | Mauro Crenna Italija                                    |
| K-2 200m   | Španjolska Saúl Craviotto Carlos Pérez                | Italija Mauro Pra Floriani Mauro Crenna | Turska Cagribey Yildirim Serhat Kadir Yilmaz            |
| K-2 1000m  | Italija Nicola Ripamonti Albino Massimiliano Battelli | Srbija Ervin Holpert Dejan Terzić       | Španjolska Emilio Llamedo Alvarez Diego Cosgaya Noriega |

### Žene
| Kategorija | Zlato                             | Srebro                       | Bronca                 |
| K-1 200m   | Špela Ponomarenko Janić Slovenija | Norma Murabito Italija       | Milica Starović Srbija |
| K-1 500m   | Špela Ponomarenko Janić Slovenija | Sofia Magala Campana Italija | Antonija Nađ Srbija    |